# Irwin Dambrot
Irwin Dambrot, né le 24 mai 1928 à New York, décédé le 21 janvier 2010 à Summit, dans le New Jersey, est un ancien joueur américain de basket-ball. Il évolue durant sa carrière au poste d'ailier.

## Carrière
Irwin Dambrot est sélectionné par les Knicks de New York en 1950, mais ne jouera jamais en NBA. Il est devenu dentiste.

## Palmarès
- Champion NCAA 1950
- Champion NIT 1950
- Most Outstanding Player 1950